# Miliusa mollis
Miliusa mollis är en kirimojaväxtart som beskrevs av Jean Baptiste Louis Pierre. Miliusa mollis ingår i släktet Miliusa och familjen kirimojaväxter. Utöver nominatformen finns också underarten M. m. sparsior.